# Маргала (приток Тюгурюка)
Маргала — река в России, протекает по Усть-Коксинскому и Онгудайскому районам Республики Алтай. Устье реки находится в 33 км по левому берегу реки Тюгурюк. Длина реки составляет 30 км.

## Данные водного реестра
По данным государственного водного реестра России относится к Верхнеобскому бассейновому округу, водохозяйственный участок реки — Катунь, речной подбассейн реки — Бия и Катунь. Речной бассейн реки — (Верхняя) Обь до впадения Иртыша.